# Cantón de Monthois
El cantón de Monthois era una división administrativa francesa, que estaba situada en el departamento de Ardenas y la región de Champaña-Ardenas.

## Composición
El cantón estaba formado por dieciocho comunas:
- Ardeuil-et-Montfauxelles
- Aure
- Autry
- Bouconville
- Brécy-Brières
- Challerange
- Condé-lès-Autry
- Liry
- Manre
- Marvaux-Vieux
- Montcheutin
- Monthois
- Mont-Saint-Martin
- Saint-Morel
- Savigny-sur-Aisne
- Séchault
- Sugny
- Vaux-lès-Mouron

## Supresión del cantón de Monthois
En aplicación del Decreto n.º 2014-203 de 21 de febrero de 2014, el cantón de Monthois fue suprimido el 22 de marzo de 2015 y sus 18 comunas pasaron a formar parte del nuevo cantón de Attigny.